# Konståret 1915

## Händelser
- 7 januari - Konstmuseet Minneapolis Institute of Art invigs, då med plural-s i namnet: Minneapolis Institute of Arts.

### Okänt datum
- Harper's Bazaar anställer Erté för att designa deras omslag.
- Ambrose Heal grundar tillsammans med andra Design and Industries Association i London.
- Kunstnersammenslutningen Grønningen bildas i Danmark
- Wolffs Verlag i Leipzig utger Carl Einsteins konsthistoriska arbete Negerplastik, en undersökning av afrikanska skulpturer i egenskap av konstföremål utan deras etnocentriska innebörder men i ljuset av en kubistisk teoribildning.

## Verk

Carl Larsson målar Midvinterblot år 1915.

- Frank Weston Benson - Red and Gold.
- Giorgio de Chirico - Doppio Sogno di Primavera.
- Isaac Rosenberg - Self-portrait.
- Anders Zorn - Självporträtt i rött.
- Henri Matisse - Le rideau jaune.
- Carl Larsson - Midvinterblot.

## Utställningar
- Den enda Vorticist-utställningen hålls, vid Doré Gallery i London i England, Irland.[1].

## Födda
- 4 januari - Robert Motherwell (död 1991), amerikansk konstnär.
- 6 januari - Ann Margret Dahlquist-Ljungberg (död 2002), svensk författare och bildkonstnär.
- 13 januari - John Johnson (död 1968), svensk konstnär
- 24 januari - Robert Motherwell (död 1991), amerikansk målare och tryckmakare.
- 11 februari - Mervyn Levy (död 1996), walesisk konstnär och konstkritiker.
- 10 mars - Harry Bertoia (död 1978), amerikansk konstnär och möbeldesigner.
- 29 mars - Sylvia Leuchovius (död 2003), svensk konstnär och formgivare.
- 1 april - Lennart Kvarnström (död 1982), svensk arkitekt och professor vid Lunds tekniska högskola.
- 4 april - Mathias Goeritz (död 1990), tysk-mexikansk målare och skulptör.
- 4 april - Louis Archambault (död 2003), Kanadakanadensisk skulptör.
- 6 april - Tadeusz Kantor (död 1990), polsk målare, scendesigner och teaterdirektör.
- 12 april - Stina Håfström (död 2012), svensk konstnär.
- 15 april - Elizabeth Catlett, amerikansk konstnär.
- 3 maj - Richard Lippold (död 2002), amerikansk skulptör.
- 5 maj - Carl-Emil Berglin (död 2009), svensk skulptör och målare.
- 9 maj - Egon Möller-Nielsen (död 1959), svensk arkitekt och skulptör.
- 20 maj - Sam Golden (död 1997), amerikansk uppfinnare och färgmakare.
- 2 juni - Tapio Wirkkala (död 1985), finländsk konstnär (skulptör och formgivare).
- 6 juni - Miriam Davenport (död 1999), amerikansk målare och skulptör.
- 14 juni - Ingrid Almqvist (död 1993), svensk målare och sångare.
- 15 juni - Osvald Larsson (död 1973), svensk konstnär.
- 17 juni - Gunther Gerzso (död 2000), mexikansk målare.
- 13 juli - Carlo Derkert (död 1994), svensk museiman och konstpedagog.
- 6 augusti - Arne Andersson (död 21982), svenska konstnär
- 28 augusti - Tasha Tudor (död 2008), amerikansk illustratör och författare av barnböcker.
- 1 oktober - Wilgot Lind (död 1996), svensk konstnär.
- 7 oktober - Astrid Rietz (död 2007), svensk skulptör.
- 13 oktober - Terry Frost (död 2003), engelsk konstnär.
- 24 oktober - Bob Kane (död 1998), amerikansk serietecknare och serieförfattare.
- 9 november - André François (död 2005), fransk serieskapare.
- 13 november - Lars Norrman (död 1979), svensk konstnär och grafiker.
- 29 november - Oscar Reutersvärd (död 2002), svensk konstnär och professor.
- 22 december - Sune Walberg (död 1992), , svensk konstnär.
- 30 december - Mary Sundström-Cederkrantz (död 1991), svensk konstnär.

## Avlidna
- 11 februari - Edvard August Bergh (född 1853), svensk konstnär och dekorationsmålare.
- 25 februari - Flaxman Charles John Spurrell (född 1842), engelsk fotograf.
- 2 april - Bror Sahlström (född 1869), svensk konstnär och skulptör.
- 9 april - Karl Bitter (född 1867), amerikansk skulptör.
- 7 maj - Sir Hugh Lane (född 1875), brittisk konsthandlare och gallerigrundare.
- 2 juni - Olof Arborelius (född 1842), svensk konstnär och professor vid Konstakademien.
- 15 juni - Eugène Jansson (född 1862), svensk konstnär.
- 11 juli - Albert Schickedanz (född 1846), österrikisk-ungersk arkitekt och målare.
- 15 september - Alfred Agache, fransk konstnär.
- 22 december - Arthur Hughes (född 1832), engelsk målare och illustratör.

### Fotnoter
1. ↑  ”Vorticism”. Msn Encarta. Arkiverad från originalet den 22 maj 2007. https://web.archive.org/web/20070522043958/http://encarta.msn.com/encnet/refpages/RefArticle.aspx?refid=761580283. Läst 17 oktober 2009.